# Järnklubba

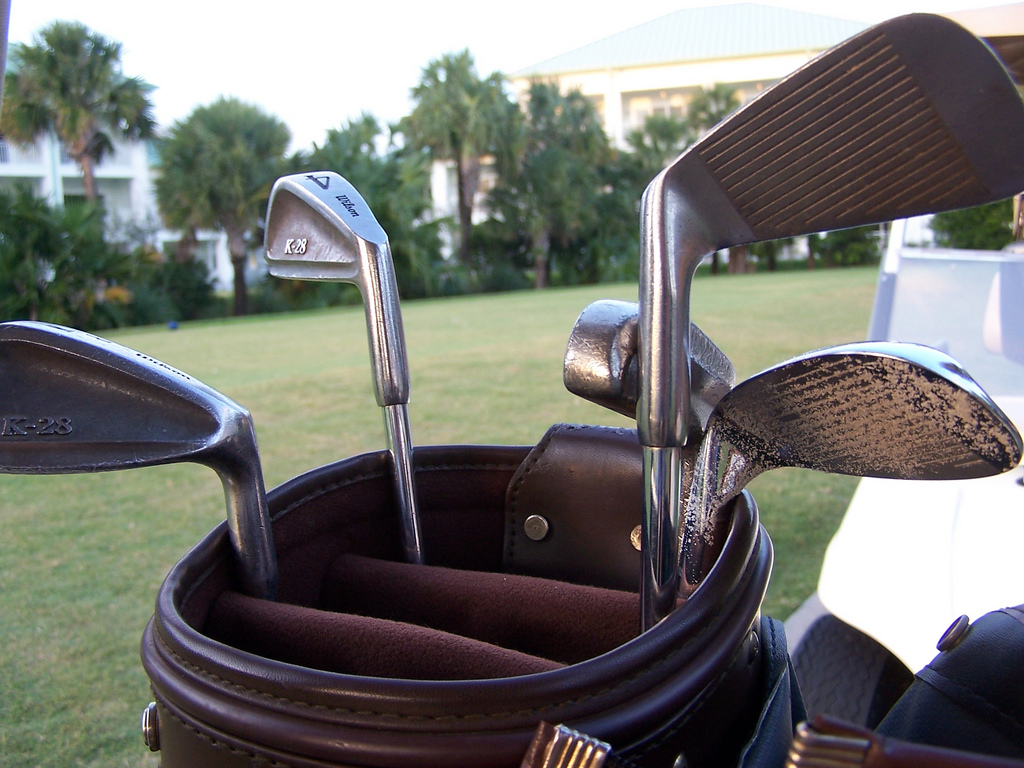
Järnklubbor i en golfbag.

En järnklubba är en golfklubba som används för att driva bollen mot hålet. Järnklubbor har vanligtvis kortare skaft och mindre klubbhuvuden än träklubbor, och huvudet är av massivt järn eller stål, därav namnet. Huvudets primära särdrag är en stor, platt, vinklad yta. Järnklubbor används i en mängd olika situationer, vanligtvis från tee till kortare hål, från fairway eller ruff då spelaren närmar sig green, eller för att extrahera bollen från faror, såsom bunkrar eller vattenhinder.

## Typer
Järnklubbor är den vanligaste typen av golfklubbor; en standarduppsättning på 14 golfklubbor innehåller vanligtvis mellan 7 och 11 järnklubbor, inklusive wedgar. Järnklubbor differentieras vanligen efter ett tal från 0 till 12 (även om det vanligaste intervallet för moderna järnset är 3–9) som indikerar den relativa loftvinkeln; ju högre tal desto större loft. En matchad uppsättning av järnklubbor skall ha en regelbunden, progressiv ökning i loft för varje tal, men det kan skilja sig från uppsättning till uppsättning på grund av hänsyn till formgivningen, vilket kan påverka utgångsvinkel och avstånd.
Järnettan är den lägsta järnklubban, även om Wilson Staff tillverkade en järnnolla för John Daly, och kallas även för driving iron. Numera är dock denna klubba obsolet och tillverkas i stort sett inte längre.
Järnklubborna 2–4 kallas vanligen för långa järn, och är utformade för att slå bollen långa sträckor (mellan 160 och 240 meter) med en låg utgångsvinkel. De används vanligtvis från fairway eller ruff.
Järnklubborna 5–7 kallas vanligen för mellanjärn och används i allmänhet från fairway och ruff för längre inspel, mellan 120 och 190 meter beroende på klubba, spelare och bana. Dessa järnklubbor är vanligtvis lättare att slå väl med än de långa järnen, på grund av deras högre loft som ger klubborna mer yta.
Järnklubborna 8–9 kallas vanligen för korta järn och används för slag som kräver högt loft och/eller måttligt till kort avstånd (typiskt mellan 120 och 140 meter med full sving).
Wedgar är en undergrupp till järnklubborna – även om de ibland brukar kategoriseras separat – och används för en mängd olika slag som kräver korta avstånd och/eller en hög utgångsvinkel. Wedgar delas in i, sorterade efter stigande loft: pitching wedge, gapwedge, sandwedge, lobwedge och den mer sällsynta ultralobwedge.

### Specifikationer
Följande tabell anger de typiska specifikationerna för moderna cavity back-järnklubbor. Dessa kan variera med 1–2° för ett specifikt klubbset beroende på tillverkare och spelarpreferenser:
| Järnklubba | 0      | 1      | 2      | 3     | 4     | 5     | 6     | 7     | 8     | 9     | PW    | GW    | SW     | LW    | ULW   |
| ---------- | ------ | ------ | ------ | ----- | ----- | ----- | ----- | ----- | ----- | ----- | ----- | ----- | ------ | ----- | ----- |
| Loft       | 11°    | 14°    | 17°    | 20°   | 23°   | 26°   | 29°   | 33°   | 37°   | 41°   | 45°   | 50°   | 55°    | 60°   | 64°   |
| Lie        | 59°    | 59,5°  | 60°    | 60,5° | 61°   | 61,5° | 62°   | 62,5° | 63°   | 64°   | 65°   | 65°   | 65°    | 65°   | 65°   |
| Längd (cm) | 102,87 | 101,60 | 100,33 | 99,06 | 97,79 | 96,52 | 95,25 | 93,98 | 92,71 | 91,44 | 90,17 | 90,17 | 89,535 | 88,90 | 88,90 |

Följande tabell anger de typiska specifikationerna för moderna muscle back-järnklubbor och tidiga cavity-järnklubbor framtill mitten av 1990-talet:
| Järnklubba | 0      | 1     | 2     | 3     | 4     | 5     | 6     | 7     | 8     | 9     | PW    | SW    |
| ---------- | ------ | ----- | ----- | ----- | ----- | ----- | ----- | ----- | ----- | ----- | ----- | ----- |
| Loft       | 14°    | 17°   | 20°   | 24°   | 28°   | 32°   | 36°   | 40°   | 44°   | 48°   | 52°   | 56°   |
| Lie        | 54°    | 55°   | 56°   | 57°   | 58°   | 59°   | 60°   | 61°   | 62°   | 63°   | 63°   | 63°   |
| Längd (cm) | 100,33 | 99,06 | 97,79 | 96,52 | 95,25 | 93,98 | 92,71 | 91,44 | 90,17 | 88,90 | 88,90 | 88,90 |